# 余世袁
余世袁（1949年—），福建清流人，汉族，南京林业大学校长。1982年毕业于南京林产工业学院林产化工系，1986年获加拿大多伦多大学博士学位。2008年当选第十一届全国人民代表大会江苏地区代表。